# Jack Bamber
Jack Bamber (St Helens, 11 aprile 1895 – St Helens, 26 maggio 1973) è stato un calciatore inglese, di ruolo difensore.

## Carriera

### Club
Ha sempre giocato nel campionato inglese, che ha anche vinto per due volte in carriera.

### Nazionale
Con la Nazionale inglese ha giocato una partita nel 1921.

## Palmarès

### Club

#### Competizioni nazionali
- Campionato inglese: 2

Liverpool: 1921-1922, 1922-1923